# Knight Bachelor
El rango caballero (en inglés: Knight Bachelor o Kt) forma parte del sistema de honores británico. Es el rango más bajo para las personas que han sido ennoblecidas por el monarca, sin ser, por ello, miembros de ninguna orden de Caballería. El título de Knight Bachelor es el más antiguo de Gran Bretaña: existe desde el reinado de Enrique III de Inglaterra en el siglo XIII, pero se sitúa por debajo de los caballeros de las órdenes de caballería. No existe tal categoría en versión femenina ya que el título de caballería de menor nivel que pueden recibir las mujeres es el de Dame Commander of the Most Excellent Order of the British Empire (DBE) o Dama Comendadora de la Excelentísima Orden del Imperio Británico, equivalente a Knight Commander of the Most Excellent Order of the British Empire (KBE) que técnicamente es una distinción de rango superior.

## Criterio
Generalmente se otorga para premiar un servicio público; por ejemplo, todos los jueces varones de la Corte Superior de Justicia de Inglaterra y Gales (EWHC) son caballeros. Se puede ser Knight Bachelor en el Sistema de honores británico sin poseer el grado de "Caballero" de una orden de caballería británica (sin poseer un grado menor), una situación bastante frecuente entre las personas distinguidas por su trayectoria en el mundo del espectáculo. Algunos ejemplos son: Sir Elton John, Sir Sean Connery, Sir Ian McKellen, Sir Christopher Lee, Sir Terry Pratchett, Sir Michael Gambon, Sir Alan Bates, Sir Derek Jacobi, Sir Anthony Hopkins, Sir John Hurt, Sir Paul McCartney y Sir Brian May. Dado que la Orden del Imperio Británico no otorga tratamiento alguno, todos los poseedores de sus distintos grados no podrían ostentar el distintivo Sir si no fueran también Knight Bachelor.